# Мосин, Сергей Николаевич
Сергей Николаевич Мосин (родился 12 апреля 1960, Минск, БССР) — белорусский продюсер, директор съёмочной группы высшей категории, член Союза кинематографистов.

## Биография
Закончил Кирсановское авиационно-техническое училище и Белорусский государственный университет, прошёл обучение во ВГИКе по специальности «организация кинопроизводства».
В кинопроизводстве работает с 1987 года. За время работы принимал участие в создании более 30 художественных и телевизионных фильмов, более 15 музыкальных клипов (Софии Ротару, Маши Распутиной, Ларисы Черниковой и других), рекламных роликов.

## Фильмография
- 1987 — «Степан Сергеич», драма, 2 серии, Сергей Сычев, ТО Экран,
- 1988 — «Не покидай», фильм-сказка, 2 серии, Леонид Нечаев, ТО Экран,
- 1989 — «Мона Лиза», исторический, Николай Студнев, Беларусьфильм,
- 1990 — «У попа была собака», мелодрама, Борис Невзоров, Россия,
- 1991 — «Мутант», Станислав Гайдук, Студия Интра,
- 1992 — «Жажда страсти», мистический триллер, Андрей Харитонов, Студия Арт Хэппенинг центр Москва,
- 1993 — «Обещание любви», Алоиз Бренч, Студия Интербел,
- 1994 — «Крест милосердия», исторический, Диамара Нижниковская, Студия Синемарек,
- 1995 — «Лечение по доктору Лоховскому», комедия, Борис Берзнер, Россия,
- 1996 — «Голосовать за…», '
- 1997 — «Поводырь», Александр Ефремов, Беларусьфильм,
- 1998 — «Эскиз на мониторе», Руслан Зголич, Беларусьфильм,
- 1999 — «Золотой автомобиль», комедия, Евгений Кравцов, Россия-Белоруссия,
- 2000 — «Прикованный», Валерий Рыбарев, киностудия Ленфильм,
- 2001 — «Анастасия Слуцкая», исторический, национальный проект, Юрий Елхов, Беларусьфильм,
- 2002 — «Дунечка», детский, Александр Ефремов, Россия-Белоруссия,
- 2003 — «Блаженная», Сергей Струсовский, киностудия им. Горького, Студия Абсолютфильм,
- 2004 — «Нежная зима», 4 серии, Анна Пармас, Студия Позитив, С.Петербург,
- 2005 — «Я помню…», Сергей Сычев, Беларусьфильм,
- 2005 — «Клуб 69», Сергей Борчуков, Студия Эра Водолея, Москва,
- 2006 — «Огонёк», Лейла Недорослева, Студия Арчи-фильм,
- 2006 — «Связной», Валерий Рыбарев, совместно Беларусьфильм-Россия,
- 2007 — «Щит Отечества», Денис Скворцов, Беларусьфильм,
- 2007 — «Весёлый солдат», Валерий Рыбарев, Беларусьфильм-Россия,
- 2008 — «Пока мы живы», Сергей Сычев, Беларусьфильм
- 2008 — «Снайпер», 4 серии, Александр Ефремов, Беларусьфильм-Россия
- 2009 — «Покушение», 8 серий, Александр Ефремов, Беларусьфильм-Россия
- 2010 — «Поцелуй Сократа», 12 серий, Олег Фесенко
- 2010 — «Немец», 8 серий, Александр Ефремов, Беларусьфильм-Россия
- 2011 — «Тунгус», 4 серии, Олег Фесенко, Беларусьфильм-Россия
- 2012 — «Клянемся защищать», 8 серий, Вячеслав Никифоров, Россия
- 2013 — «Чего хотят мужчины», 1 серия, Карен Оганесян, Беларусьфильм-Россия
- 2016 — «Черный пес», 4 серии, Александр Франскевич-Лойе, Беларусьфильм-Россия
- 2017 — «Жизнь после жизни», 4 серии, Дмитрий Астрахан, Беларусьфильм-Россия
- 2019 — «Судьба Диверсанта

», 4 серии, Дмитрий Астрахан, Беларусьфильм-Россия